# كارل بوهلر
كارل بوهلر عالم نفسي ولغوي ألماني، تكلم عن وظائف اللغة في الثقافة الغربية سنة 1918م وحددها بثلاث وظائف هي: الوظيفة التعبيرية الانفعالية المرتبطة بالمرسل، والوظيفة التأثيرية الانتباهية المرتبطة بالمخاطب، والوظيفة التمثيلية المرتبطة بالمرجع. وتبعه في ذلك كارل بوبر سنة 1953م، وأضاف وظيفة رابعة للغة وهي: الوظيفة الحجاجية.

## وصلات خارجية
- كارل بوهلر على موقع الموسوعة البريطانية (الإنجليزية)